# Boolathana mainae
Boolathana mainae är en spindelart som beskrevs av Norman I. Platnick 2002. Boolathana mainae ingår i släktet Boolathana och familjen Trochanteriidae.
Artens utbredningsområde är Western Australia. Inga underarter finns listade.